# Naviera Armas
Naviera Armas est une compagnie maritime espagnole créée en 1941, elle est considérée comme l'une des plus importantes compagnies maritimes dans l’archipel des Canaries et la péninsule Ibérique.
Elle a commencé son activité avec des bateaux pourvus de coques en bois, des bateaux à voile et des motoveleros (bateaux à voile et à moteur). Actuellement, la flotte compte plus de cinquante bateaux.
Depuis 1995, le transporteur s'est investi dans le développement de ses structures en diversifiant ses activités, notamment le transport des marchandises.

## La flotte
Les noms donnés aux bateaux de la compagnie Naviera Armas font référence aux volcans des îles Canaries :
Ferry-catamaran :
- Ciudad De Ceuta
- Volcán de Tagoro
- Volcán de Taidia
- Volcán de Teno
- Volcán de Tirajana
- Villa de Agaete

Ferry :
- Volcán de Taburiente
- Volcán de Tamadaba
- Volcán de Tamasite
- Volcán de Tauce
- Volcán de Teneguía
- Volcán de Timanfaya
- Volcán de Tindaya
- Volcán del Tinamar

Sur plus de 28 routes maritimes, Naviera Armas permet d'ériger les îles Canaries au rang des régions européennes les mieux desservies par ferry.

## Liaisons assurées

### Régionales
- Lanzarote - Fuerteventura
- Grande Canarie - Fuerteventura
- Grande Canarie - Lanzarote
- Tenerife - El Hierro

### Internationale

#### Espagne - Maroc
- Rosario - Tarfaya
- Motril - Al Hoceima
- Motril - Beni Enzar (Nador)

#### Espagne-Espagne
- Motril - Melilla

#### Espagne - Portugal
- Tenerife/Las Palmas de Gran Canaria - Portimao